# Outer Banks
Pour les articles homonymes, voir Outer Banks (série télévisée) et Banks.
Les Outer Banks (bords extérieurs) désignent une mince bande de sable étirée sur 320 km le long des côtes de l'État de Caroline du Nord, aux États-Unis. Ce chapelet d’îles-barrières sépare l’océan Atlantique de la baie d'Albemarle (au nord) et de la baie de Pamlico (au sud).  
C'est à cet endroit que les Anglais, sous l'impulsion de Walter Raleigh, firent leurs premières tentatives de colonisation de l'Amérique du Nord, et qu'ils affrontèrent pour la première fois des aborigènes en 1583.
Les Outer Banks ont vu le premier vol accompli par les frères Wright dans un véhicule plus lourd que l'air le 17 décembre 1903. Le site d'où ils ont décollé est situé dans la ville de Kill Devil Hills, où le Wright Brothers National Memorial commémore ce vol. Cette zone a aussi servi de premier aéroport.

## Géographie
Les Outer Banks consistent en un chapelet d'îles, qui du nord au sud sont  : Bodie Island, l’Île Roanoke, l’île Hatteras et l’île d'Ocracoke. Le nord des Outer Banks, depuis l’Oregon Inlet, est aujourd'hui rattaché au continent nord-américain, puisque les détroits de Bodie Island et les dunes de Currituck ont disparu. Il laisse passage à un bras de mer au détroit de Currituck et au chenal inter-côtier, à travers le Great Dismal Swamp (littéralement le « grand marais morne »), lequel occupe une grande partie des terres à l'ouest des Outer Banks. Une route dessert la limite nord des Outer Banks à Corolla, en passant à travers Carova ; elle n'est carrossable que par les véhicules à transmission intégrale. La Highway 12 relie les villages les plus touristiques des Outer Banks. Le point le plus à l’est est le Cap Point à Cap Hatteras sur l’île Hatteras, site où se trouve le phare du cap Hatteras.
À la différence d'autres îles barrières, les Outer Banks ne reposent pas sur un récif de corail, et par conséquent les plages souffrent de l'érosion durant les fortes tempêtes. En fait, leur localisation face à l’Océan Atlantique fait qu’elles sont sujettes aux ouragans successifs longeant la côte est des États-Unis. L’île Hatteras fut d’ailleurs coupée en deux le 18 septembre 2003, quand l’ouragan Isabel ouvrit un chenal de 600 m de large et de 3 m de profondeur l’Isabel Inlet à travers la communauté de Hatteras à la pointe sud de l’île. Le chenal fut plus tard rebouché et la route restaurée grâce à du sable dragué par le Corps du génie de l'armée.

## Histoire

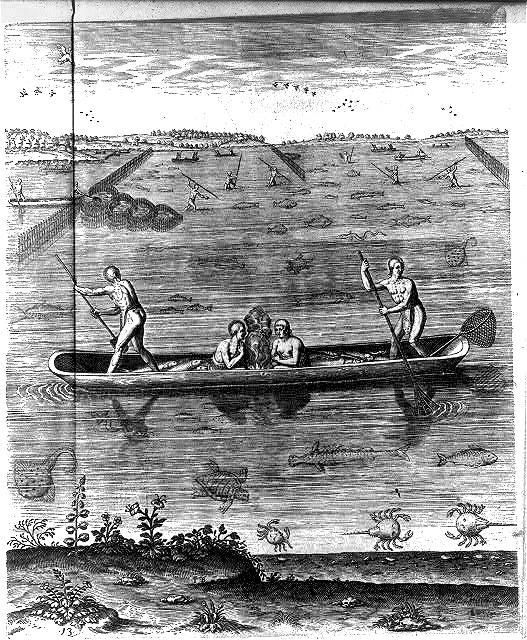
Pêche indienne dans la baie de Pamlico (gravure de John White, 1590).

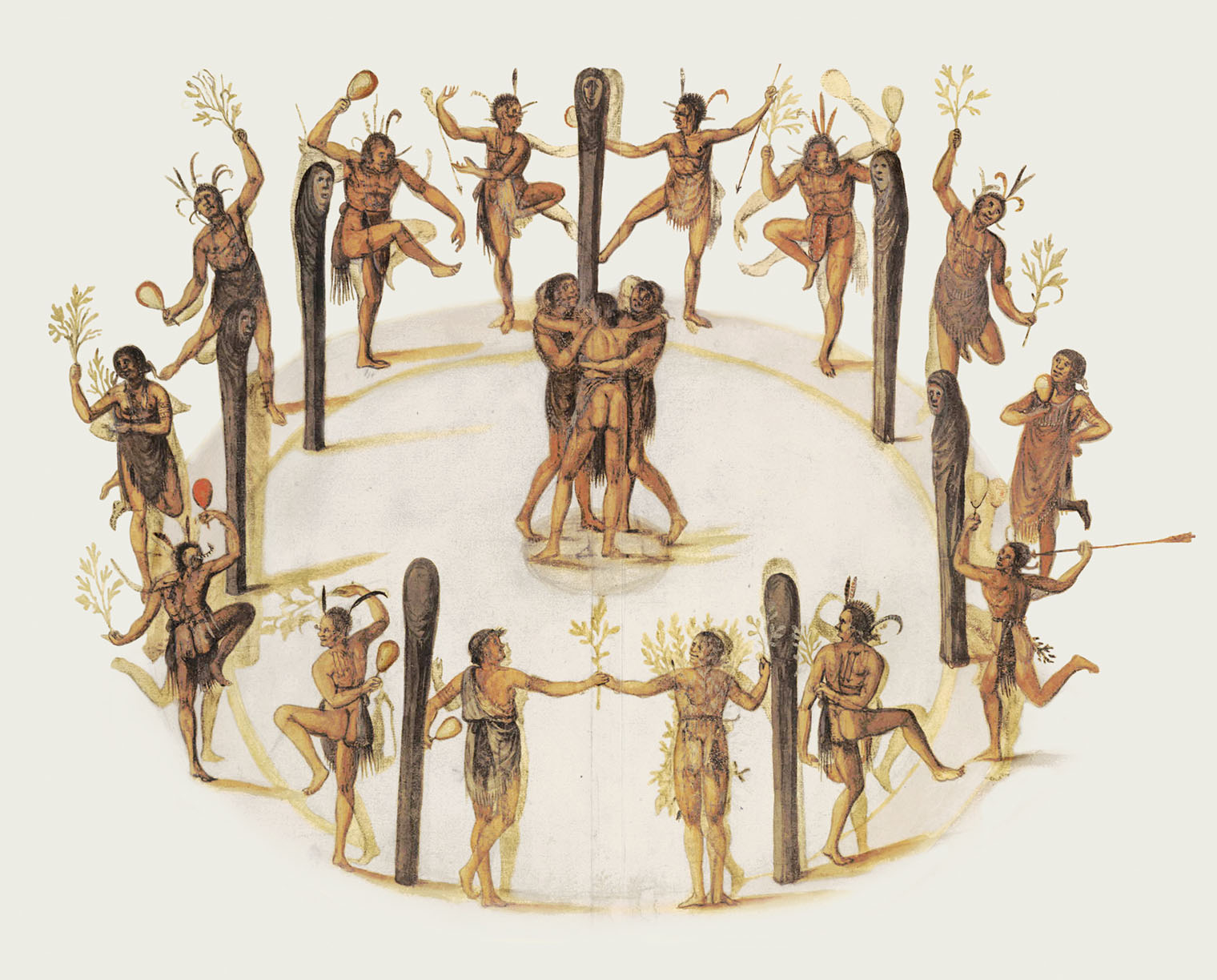
Danse des indigènes algonquins (gravure de John White, 1590).

L'expédition de Verrazano, organisée avec l'appui de François Ier, atteignit la côte américaine à hauteur du cap Fear (au 34e degré de latitude, selon le capitaine de l'expédition), le 20 mars 1524. Remontant vers le nord pour éviter les colonies espagnoles, Verrazzano atteignit le 25 mars une terre qu'il baptisa (suivant le calendrier liturgique florentin) l'Annunziata. Il en donne la description suivante :

« Il s'y trouve un isthme large d'un mille et long de deux cents milles. Du navire on apercevait la mer orientale vers le nord-ouest. Cette mer est sans doute celle qui baigne l'extrémité de l'Inde, de la Chine et de Cathay. Nous naviguâmes le long de cette île avec l'espérance tenace de trouver quelque détroit ou mieux un promontoire qui achevât cette terre vers le nord (...) Cet isthme fut baptisé par le découvreur isthme Verrazano. De même toute la terre rencontrée fut appelée Francesca en l'honneur de notre roi François. »

— Jacques Cartier 1524
Les marins eurent à plusieurs reprises l'occasion de rencontrer des indigènes :

« Ces gens vont entièrement nus, sauf aux parties honteuses où ils portent des peaux de petits animaux du genre des martres et une étroite ceinture végétale tissée des queues d'autres bêtes (...) Le reste, ainsi que la tête, est découvert. Quelques-uns portent des guirlandes de plumes d'oiseaux. Ils sont noirs de peau et assez semblables aux Éthiopiens. Leurs cheveux sont noirs aussi et épais, mais de médiocre longueur... »

— Jacques Cartier 1524
Par la suite et jusqu'aux guerres de Religion, les efforts de colonisation français se poursuivront pour l'essentiel autour de la Baie du Saint-Laurent. Hormis quelques incursions espagnoles, il faut attendre une cinquantaine d'années pour voir les explorations reprendre dans les Outer Banks.
Après le demi-échec de Humphrey Gilbert pour s'emparer de Terre-Neuve (1583), Walter Raleigh, captivé par l'ouvrage de Bartolomé de Las Casas (The Spanishe Colonie, 1583), décida d'établir une colonie au nord de la Floride espagnole. Il envoya en éclaireur une expédition menée par les capitaines Philip Amadas et Arthur Barlowe. Les journaux de bord des deux capitaines, publiés par Richard Hakluyt, fournissent un récit détaillé de ce voyage. Hésitant à s'engager dans le détroit de Floride, la flottille de Richard Grenville doubla le cap Fear et mit au mouillage dans l'île de Roanoke, une île des Outer Banks, le 5 juillet 1584. La taille de cette île fut estimée à 20 miles de longueur (env. 30 km) et 6 miles de largeur (env. 10 km). Barlowe et Amadas ramenèrent en Angleterre deux indigènes algonquiens de la tribu des Powhatans. 
L'abondance de la région en bois (des « cèdres » notamment, que Verrazano avait déjà décrits ; sans doute des conifères de l'espèce Pin rouge), en fruits (une variété de raisins, sans doute des airelles) et en poisson, décida Raleigh à lancer une seconde expédition, cette fois pour coloniser cette région baptisée Virginie (en hommage à Élisabeth Ire d'Angleterre, la « Reine-Vierge »). Cette tentative ne dura qu'une année (1585-1586) car, par suite d'une disette alimentaire et de la lassitude des natifs, les colons entrèrent en conflit avec les indigènes et durent quitter l'île précipitamment. Pour autant, l'année passée sur ces rivages permit à Thomas Harriot de livrer une étude détaillée du pays et de la langue des algonquiens, et au graveur John White de livrer les premières planches illustrées de la vie des natifs d'Amérique du Nord : ces planches paraîtront plus tard dans la réédition par Théodore de Bry de la relation d'André Thévet, « Les singularitez de la France Antarctique » . Les colons rapportèrent également en Angleterre l'usage de plantes réputées médicinales, le tabac et le sassafras.
Une troisième colonie, cette fois de 112 colons hommes et femmes, comportant plusieurs artisans, s'établit le 1er juillet 1586. Son gouverneur, John White, décida de retourner en Angleterre en septembre 1587 afin de convaincre les autorités d'envoyer de nouveaux colons et surtout du matériel de construction. À son retour, qui, par suite de l'attaque de l'Invincible Armada sur les côtes anglaises, ne put s'effectuer qu'en août 1590, cette colonie avait disparu sans laisser de trace. 
La région fut finalement colonisée depuis le nord à partir de Jamestown et de la pacification des terres bordant la Baie de Chesapeake, obtenue par le célèbre capitaine John Smith, entre 1603 et 1607. À cette date, les revenus tirés de la vente du tabac en Europe permirent de couvrir les frais d'entretien de la colonie et firent de la Virginie un établissement prospère.

## Culture
Les îles fermant la lagune abritent une race de chevaux sauvages appelés parfois banker ponies ; selon une légende locale, ce sont les descendants de mustangs espagnols qui auraient réchappé de naufrages successifs de navires au fil des siècles. Des colonies vivent sur les îles de Corolla et d'Ocracoke.

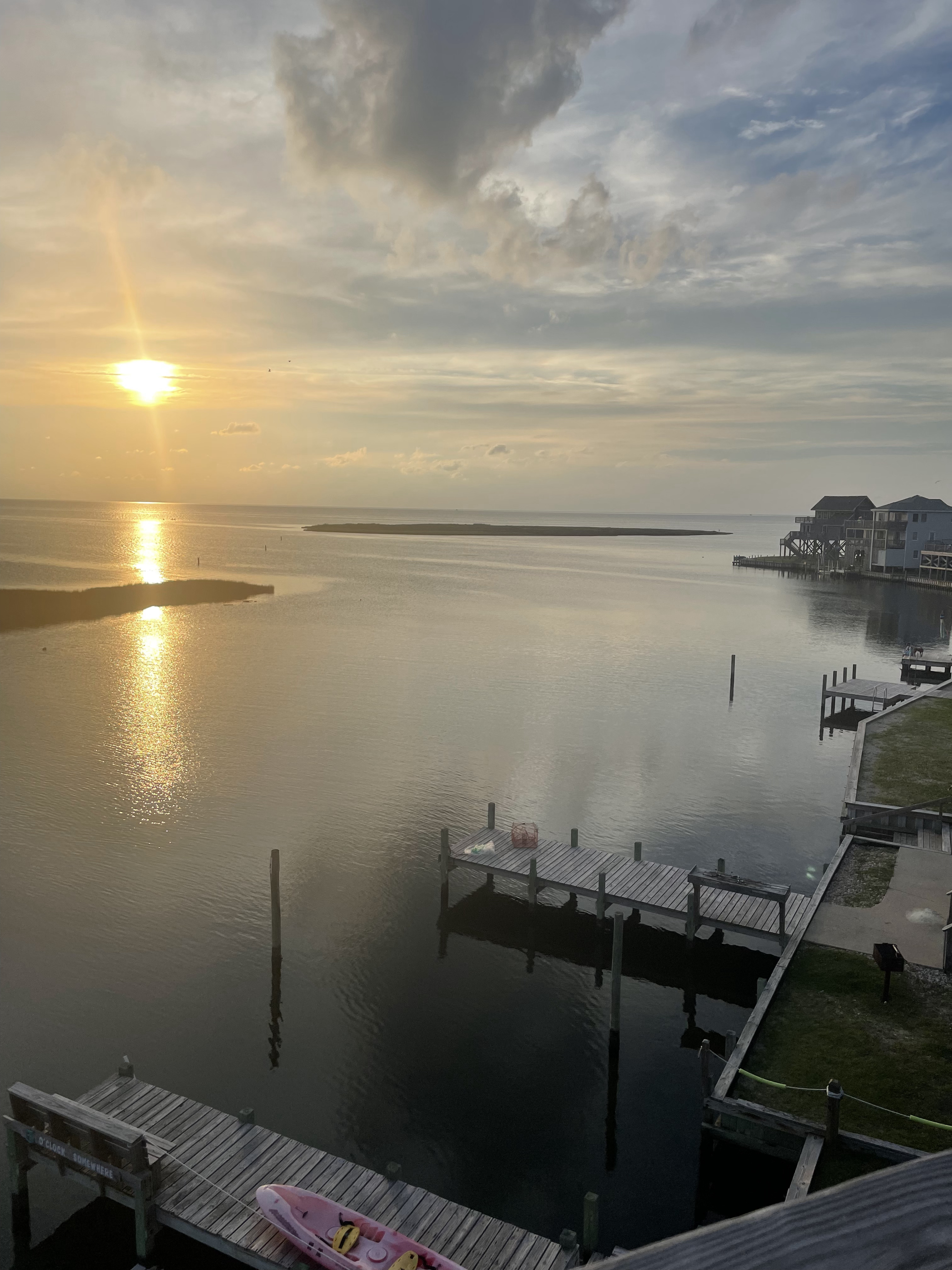

Ocracoke fut le refuge du pirate Edward Teach, mieux connu sous le nom de Barbe Noire.
En mai 2019, ce lieu a servi de décor à la série télévisée américaine Outer Banks, créée par Josh Pate, Jonas Pate et Shannon Burke pour Netflix,.

## Villes
Les villes d'Outer Banks sont les suivantes, par île :

### Bodie Island
Sur Bodie Island, il y a :
- Carova Beach
- Corolla
- Duck
- Southern Shores
- Kitty Hawk
- Kill Devil Hills
- Nags Head

### Île Roanoke
Sur l'île Roanoke, il y a :
- Manteo
- Wanchese

### Île Hatteras
Sur l'île Hatteras, il y a :
- Rodanthe
- Waves
- Salvo
- Avon
- Buxton
- Frisco
- Hatteras

### Île d'Ocracoke
Sur l'île d'Ocracoke, il y a :
- Ocracoke
- Portsmouth Island (inhabitée)
- Core Banks (inhabitée)
- Shackleford Banks (inhabitée)

### Bogue Banks/Crystal Coast
- Atlantic Beach
- Pine Knoll Shores
- Salter Path
- Indian Beach
- Emerald Isle

## Parcs
- Cape Hatteras National Seashore
- Cape Lookout National Seashore

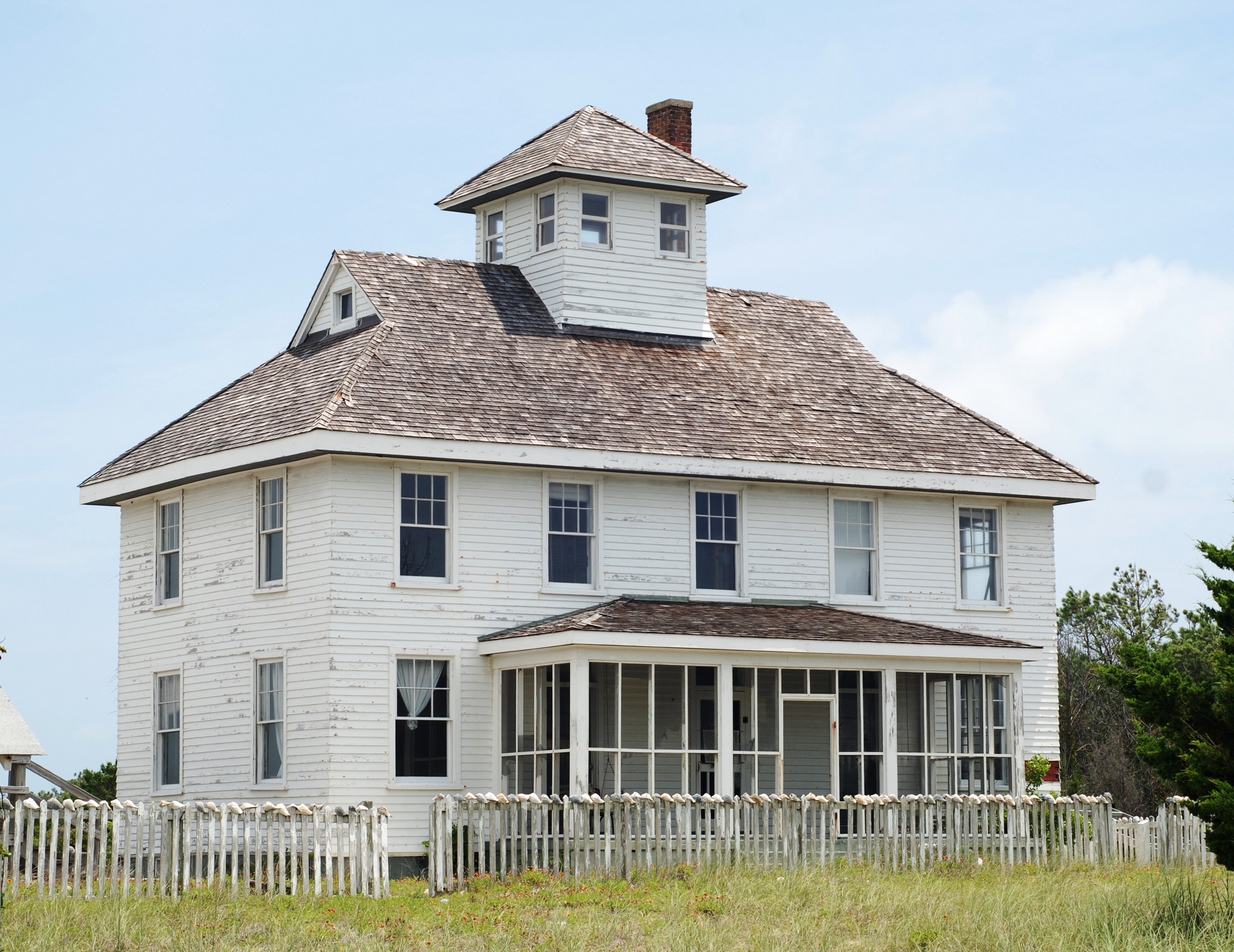
Cape Lookout Coast Guard Station.

- Fort Raleigh National Historic Site
- Parc d'État de Jockey's Ridge
- Pea Island National Wildlife Refuge
- Wright Brothers National Memorial

## Résidents célèbres
- Andy Griffith, acteur.
- Michael Collins, astronaute.

### Lectures approfondies
- Jacques Cartier, « Le voyage de Giovanni da Verrazzano à la Francesca (1524) », dans Voyages au Canada avec les relations des voyages en Amérique de Gonneville, Verrazzano et Roberval, Paris, La Découverte, 1989 (ISBN 2-7071-1227-5)
- (en) Thomas Harriot, A Brief and True Report of the New Found Land of Virginia, Rosenwald Collection Reprint Series, 1972, 91 p. (ISBN 978-0-486-21092-6 et 0-486-21092-8, lire en ligne)
- (en) Giles Milton, Big Chief Elizabeth : The Adventures and Fate of the First English Colonists in America, Hodder and Stoughton, coll. « Sceptre Paperbacks », 2000, 358 p. (ISBN 0-374-26501-1)
- (en) Orrin H. Pilkey, The North Carolina shore and its Barrier Islands : restless ribbons of sand, Duke University Press, 1998, 318 p. (ISBN 978-0-8223-2224-5, lire en ligne)